# Dierogekko baaba
Dierogekko baaba — вид геконоподібних ящірок родини диплодактилідів (Diplodactylidae). Ендемік Нової Каледонії.

## Поширення і екологія
Dierogekko baaba є ендеміками острова Бааба, розташованого на північ від Нової Каледонії. Вони живуть в чагарникових заростях маквіса.